# Service extérieur des États-Unis
 (septembre 2018).
Si vous disposez d'ouvrages ou d'articles de référence ou si vous connaissez des sites web de qualité traitant du thème abordé ici, merci de compléter l'article en donnant les références utiles à sa vérifiabilité et en les liant à la section « Notes et références ».
Le Service extérieur des États-Unis (en anglais : United States Foreign Service, abrégé en U.S. Foreign Service) est une partie importante du corps diplomatique des États-Unis, rattachée aux ambassades et missions des États-Unis à l'étranger.
Les agents du service s'emploient à promouvoir les intérêts bilatéraux et multilatéraux américains. Les ambassadeurs des États-Unis peuvent être des agents du service (career diplomat, CD) ou une personne avec un historique politique (political appointee, PA).

## Cadre juridique: leForeign Service Act
Les agents du Service extérieur s'engagent à être mutés aux États-Unis ou à l'étranger comme condition d'emploi. Les conditions diffèrent selon l'administration d'attache, à savoir le département d'État, le département du Commerce, le département de l'Agriculture et l'Agence pour le développement international (AID). Cependant, à la différence d'autres membres du corps diplomatique, ils jouissent de certains avantages, comme la possibilité d'apprendre des langues étrangères aux frais du gouvernement pendant 2 ou 3 ans.